# Broj 1 singlovi 2007. (Novi Zeland)
Popis broj 1 singlova u 2007. godini u Novom Zelandu prema RIANZ-u. Singl godine je "Umbrella" od Rihanne i Jay Z-ja.

## Popis
| Datum         | Izvođač                                   | Skladba                                 |
| ------------- | ----------------------------------------- | --------------------------------------- |
| 1. siječnja   | Gwen Stefani                              | "Wind It Up"                            |
| 8. siječnja   | Akon ft. Eminem                           | "Smack That"                            |
| 15. siječnja  | Nelly Furtado                             | "Say It Right"                          |
| 22. siječnja  | Akon ft. Eminem                           | "Smack That"                            |
| 29. siječnja  | Akon ft. Eminem                           | "Smack That"                            |
| 5. veljače    | Akon ft. Eminem                           | "Smack That"                            |
| 12. veljače   | Hinder                                    | "Lips of an Angel"                      |
| 19. veljače   | Hinder                                    | "Lips of an Angel"                      |
| 26. veljače   | Fall Out Boy                              | "This Ain't a Scene, It's an Arms Race" |
| 5. ožujka     | Gwen Stefani ft. Akon                     | "The Sweet Escape"                      |
| 12. ožujka    | Atlas                                     | "Crawl"                                 |
| 19. ožujka    | Atlas                                     | "Crawl"                                 |
| 26. ožujka    | Atlas                                     | "Crawl"                                 |
| 2. travnja    | Atlas                                     | "Crawl"                                 |
| 9. travnja    | Atlas                                     | "Crawl"                                 |
| 16. travnja   | Atlas                                     | "Crawl"                                 |
| 23. travnja   | Beyonce ft. Shakira                       | "Beautiful Liar"                        |
| 30. travnja   | Atlas                                     | "Crawl"                                 |
| 7. svibnja    | Avril Lavigne                             | "Girlfriend"                            |
| 14. svibnja   | Akon                                      | "Don't Matter"                          |
| 21. svibnja   | Akon                                      | "Don't Matter"                          |
| 28. svibnja   | Ne-Yo                                     | "Because of You"                        |
| 4. lipnja     | Rihanna ft. Jay Z                         | "Umbrella"                              |
| 11. lipnja    | Rihanna ft. Jay Z                         | "Umbrella"                              |
| 18. lipnja    | Rihanna ft. Jay Z                         | "Umbrella"                              |
| 25. lipnja    | Rihanna ft. Jay Z                         | "Umbrella"                              |
| 2. srpnja     | Rihanna ft. Jay Z                         | "Umbrella"                              |
| 9. srpnja     | Rihanna ft. Jay Z                         | "Umbrella"                              |
| 16. srpnja    | T-Pain ft. Akon                           | "Bartender"                             |
| 23. srpnja    | Fergie                                    | "Big Girls Don't Cry"                   |
| 30. srpnja    | Sean Kingston                             | "Beautiful Girls"                       |
| 6. kolovoza   | Sean Kingston                             | "Beautiful Girls"                       |
| 13. kolovoza  | Sean Kingston                             | "Beautiful Girls"                       |
| 20. kolovoza  | Sean Kingston                             | "Beautiful Girls"                       |
| 27. kolovoza  | Sean Kingston                             | "Beautiful Girls"                       |
| 3. rujna      | Sean Kingston                             | "Beautiful Girls"                       |
| 10. rujna     | Kanye West                                | "Stronger"                              |
| 17. rujna     | 50 Cent ft. Justin Timberlake i Timbaland | "Ayo Technology"                        |
| 24. rujna     | 50 Cent ft. Justin Timberlake i Timbaland | "Ayo Technology"                        |
| 1. listopada  | 50 Cent ft. Justin Timberlake i Timbaland | "Ayo Technology"                        |
| 8. listopada  | 50 Cent ft. Justin Timberlake i Timbaland | "Ayo Technology"                        |
| 15. lisopada  | Chris Brown ft. T-Pain                    | "Kiss Kiss"                             |
| 22. listopada | Chris Brown ft. T-Pain                    | "Kiss Kiss"                             |
| 29. listopada | Timbaland ft. OneRepublic                 | "Apologize"                             |
| 5. studenog   | Timbaland ft. OneRepublic                 | "Apologize"                             |
| 12. studenog  | Timbaland ft. OneRepublic                 | "Apologize"                             |
| 19. studenog  | Timbaland ft. OneRepublic                 | "Apologize"                             |
| 26. studenog  | Timbaland ft. OneRepublic                 | "Apologize"                             |
| 3. prosinca   | Timbaland ft. OneRepublic                 | "Apologize"                             |
| 10. prosinca  | Timbaland ft. OneRepublic                 | "Apologize"                             |
| 17. prosinca  | Leona Lewis                               | "Bleeding Love"                         |
| 24. prosinca  | The Underdogs                             | "A Very Silent Night"                   |
| 31. prosinca  | Leona Lewis                               | "Bleeding Love"                         |